# Streptocitta
Streptocitta é um género de passeriforme da família Sturnidae.

## Espécies
Este género contém as seguintes espécies:
- Streptocitta albertinae (Schlegel, 1865)
- Streptocitta albicollis (Vieillot, 1818)